# Causalidade de Granger
O teste de causalidade proposto por Granger visa superar as limitações do uso de simples correlações entre variáveis. Essa distinção é de fundamental importância porque correlação não implica por si só em causalidade (relação de causa e efeito).
A identificação de uma relação estatística entre duas variáveis, por mais forte que seja, não pode ser o único critério para estabelecer uma relação causal entre elas.
O teste de causalidade de Granger procura determinar o sentido causal entre duas variáveis, estipulando que X "Granger-causa" Y se valores passados de X ajudam a prever o valor presente de Y.